# Uniejów
Uniejów är en stad i Łódź vojvodskap i centrala Polen. Den hade 2 960 invånare år 2004.

## Historia
Stadens historia sträcker sig ända från de tidiga åren av det polska riket. Den nämndes först som Uneievo i en bulla av Innocentius II år 1136 och är därmed en av Polens äldsta städer. Uniejów tillhörde då ärkebiskoparna av Gniezno och fick sin status som stad någonstans innan 1290. Den första ärkebiskopen som bodde i Uniejów var Bogumilus under 1100-talet. Under det sena 1200-talet grundade ärkebiskopen Jakub Świnka en kyrka och ett sjukhus i staden, och 1331 brändes Uniejów ner av ordensriddare från Tyska orden.
Staden byggdes åter upp, och vid det sena 1300-talet och tidiga 1400-talet var staden ett centrum för handel och hantverk. I flera århundraden hade Uniejów många privilegier som beviljats av ärkebiskoparna av Gniezno. Under åren 1360–1365 byggdes ett slott i staden. Det blev senare en stad där många ärkebiskopar bodde och många möten hölls. Den första synoden för den katolska kyrkan i Polen hölls i Uniejów anno 1376.
1520 slog polska rikets primas Jan Łaski ihop den gamla stan, den nya stan och alla förorter till en stadsbildning. På 1500-talet förlorade staden sin betydelse efter att det polska rikets primaser konstruerat nya bosättningar i Łowicz och Skierniewice.
Liksom många polska städer började Uniejów förfalla efter den svenska invasionen av Polen, i mitten av 1600-talet. Slottet plundrades, och staden brändes ner. Det utbröt även två svåra bränder, 1736 och 1790.
Efter Wienkongressen år 1815 blev Uniejów del av det ryskstyrda Kongresspolen, vilket den fortsatte vara fram till första världskriget. 1836 blev Uniejów tilldelad general Karl Wilhelm von Toll. Som straff för det misslyckade polska januariupproret förlorade Uniejów, liksom många polska städer, sin status som stad 1870. 1919 blev dock Uniejów återigen en stad, efter Polen 1918 fått tillbaka självständigheten.

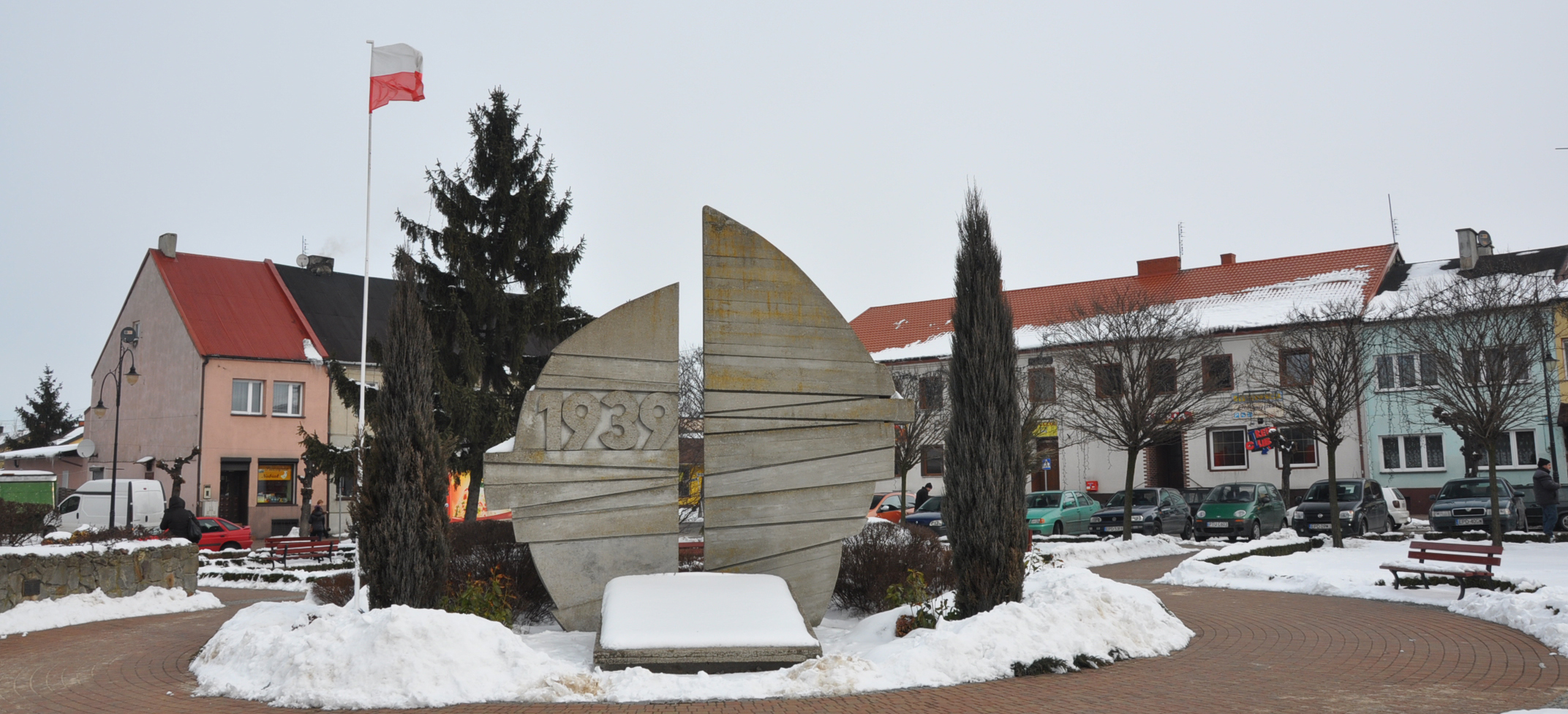
Staty som minne av de som krigade i Uniejów.

I september 1939, under den tyska invationen av Polen i inledningen av andra världskriget, skedde flera strider här och staden brändes till stora delar ner. Som hämnd för det polska försvaret avrättades polska stadsbor, inklusive 36 respektive 14 personer 6 och 8 september. Den judiska befolkningen i Uniejów, ungefär 1 000 personer, blev misshandlade, kidnappade, slagna och rånade. 1940 tvangs de kvarvarande judarna flytta in i ett getto i den äldre delen av staden, och följande år fick hela judiska befolkningen – ungefär 500 personer – bo i fyra byggnader. Ett antal män skickades till olika arbetsläger nära Poznań.
I april 1940 arresterade tyskarna flera polska lärare i Uniejów. Den lokala skolans rektor samt lärare blev tillsammans med andra polska lärare avrättade i koncentrationslägret Mauthausen. I juni 1940 blev 88 polacker vräkta, och deras hem gavs till tyska kolonister enligt Lebensraum-policyn. I oktober 1941 skickades hela den judiska befolkningen till ett getto i byn Kowale Pańskie, varifrån de allra flera i juli 1942 sändes till förintelselägret Chełmno för avrättning via gift. Vissa skickades dock vidare till Łódź getto. Bland stadens judiska befolkning överlevde cirka 20 personer. En av dessa blev dock mördad i en skog 1945, flera månader efter att kriget var över.
Numera är Uniejów en spa- och turistdestination, på grund av dess parker och geotermiska vatten. Staden har ett antal restauranger, liksom ett hotell inuti slottet. Det finns även flera gång- och cykelbanor.